# ان‌جی‌سی ۵۶۸
ان‌جی‌سی ۵۶۸ (انگلیسی: NGC 568) یک کهکشان عدسی شکل در صورت فلکی سنگتراش است.  این کهکشان ۲۶۶ میلیون سال نوری از زمین فاصله دارد و توسط جان هرشل در ۲۹ نوامبر ۱۸۳۷ کشف شد.